# Landkreis Sonneberg
Landkreis Sonneberg är ett distrikt (Landkreis) i södra delen av det tyska förbundslandet Thüringen.

## Administrativ indelning
I förvaltningsrättslig mening finns i modern tid ingen skillnad mellan begreppet Stadt (stad) gentemot Gemeinde (kommun). Följande kommuner och städer ligger i Landkreis Sonneberg: 

### Städer
| - Lauscha | - Schalkau | - Sonneberg | - Steinach |

### Kommuner
| - Frankenblick | - Föritztal |  |  |

### Förvaltningsgemenskaper

#### Neuhaus am Rennweg
| - Goldisthal | - Neuhaus am Rennweg (stad) |  |  |